# Solenocentrum costaricense
Solenocentrum costaricense är en orkidéart som beskrevs av Rudolf Schlechter. Solenocentrum costaricense ingår i släktet Solenocentrum och familjen orkidéer. Inga underarter finns listade i Catalogue of Life.